# El Rassed
El Rassed (arabe : الراصد) est un patrouilleur de la marine algérienne de la classe Kebir.
El Rassed a été mis en chantier en 1984 au chantier naval ECRN, Mers-el-Kebir situé à Oran. Il est affecté a la marine algérienne.